# Manuele Comneno Raulo
Manuele Comneno Raulo (in greco Μανουήλ Κομνηνός Ῥαούλ?; ca. 1258-1280) è stato un militare bizantino.
Era membro dell'aristocratica famiglia Rauli e figlio del protovestiario Alessio Raulo. Suo padre era un alto dirigente militare sotto l'imperatore di Nicea Giovanni III Vatatze (regno 1222-1254), ma cadde in disgrazia con il suo successore, Teodoro II Lascaris (r. 1254-1258), che diffidava dell'aristocrazia e promuoveva uomini di umili origini come Giorgio Muzalon, divenuto il suo principale ministro. Il matrimonio di Teodoro II con una sorella di Manuele e il fratello di Giorgio, Andronico Muzalon, fu considerato un insulto e la famiglia divenne un'avversaria dell'imperatore, che a un certo punto fece gettare in prigione tutti i figli di Alessio. Di conseguenza, i Rauli sostennero attivamente l'assassinio dei fratelli Muzalon nel 1258, dopo la morte di Teodoro II, e la successiva usurpazione di Michele VIII Paleologo (r. 1259-1282).
Come ricompensa, Michele VIII nominò protovestiario il figlio maggiore di Alessio, Giovanni Raulo Petralife, mentre Manuele fu nominato Pinkernēs. Nel 1276, Manuele fu nominato governatore della Tessaglia. Poco dopo, però, Manuele e suo fratello Isacco si opposero agli sforzi dell'imperatore per garantire l'Unione delle Chiese e appoggiarono il patriarca anti-unionista Arsenio Autoreiano. Di conseguenza, Manuele fu arrestato nel 1279 e nel 1280 fu accecato ed esiliato a Kenchreai, sul fiume Skamandros.